# Galla von Valence
Galla von Valence (französisch: Sainte-Jalle) ist eine französische Heilige des 6. Jahrhunderts, die vor allem im Rhônetal und in der Provence verehrt wird.

## Leben und Wirken
Verlässliche Informationen über Galla sind ausgesprochen spärlich. Ihre Familie stammte möglicherweise aus dem Pagus Baginensis, d. h. einem Tal in der Gegend um Nyons. Einer aus dem 11. Jahrhundert stammenden und in der Vatikanischen Bibliothek aufbewahrten Handschrift zufolge war sie eine junge Frau aus wohlhabendem Hause, die ihr Leben jedoch in den Dienst der Armen und Kranken stellte. Im Beisein von sieben Bischöfen nahm sie in der Stadt Valence den Nonnenschleier, lebte jedoch nicht in einem Kloster, sondern wirkte in der Stadt, wo sie durch ihr Gebet die Langobarden von der Eroberung der Stadt abhielt. Kurze Zeit später kehrte sie in die Heimat ihrer Eltern zurück. 

## Verehrung
Galla wird hauptsächlich in der Gegend von Valence (Pfarreien in Bourg-lès-Valence und Saint-Marcel-lès-Valence) und in der Region um Nyons verehrt. Ihre Gebeine ruhen in der Kirche St-Étienne gleich neben der Kathedrale von Valence. Der provençalische Ort Sainte-Jalle trägt ihren Namen.
Ihr Gedenktag wird am 1. Februar und am 6. November gefeiert.

## Darstellung
Mittelalterliche und neuzeitliche Darstellungen der Heiligen sind nicht bekannt.